# Birgitta Bjarby Kandell
Birgitta Bjarby Kandell född 13 juni 1946, död 23 november 2019 var en tidigare handbollsmålvakt i Borlänge HK och svenska landslaget.

## Klubblagskarriär
I dödsrunan i Värmlands Folkblad den 26 november 2019 skriver tidningen att hon föddes i Stockholm och att hon som spelare i Borlänge HK  vann tre SM-guld. Det är oklart vilka år hon spelade i Borlänge men hela landslagsperioden från 1970 och minst till 1978.

## Landslagskarriär
Birgitta Bjarby spelade Inga ungdomslandskamper utan hon debuterade direkt i A-landslaget. Hennes debutmatch mot Norge var den 6 november 1970 i Nordiska mästerskapet. Sverige förlorade med 3-13 och Bjarby spelade med Anita Helgstedt som förstamålvakt. Sista matchen den 10 december 1977 var i B-VM där Sverige kom på sjunde plats genom att vinna över Frankrike med 18-15. Sverige vann bara 18 av Bjarbys 54 landskamper medan 33 slutade med förluster. Enligt gamla statistiken spelade Bjarby Kandell 53 landskamper. Sverige var långt från världseliten och spelade inga mästerskapsturneringar.

## Föreningsfunktionär i Skåre HK 1993-2019
Efter sin aktiva handbollskarriär blev hon föreningsledare på lokalplanet i Värmland. Skåre HK bildades i januari 1993. Bjarby-Kandell blev ordförande 1993 och satt kvar till 2004. Efter att ha varit ordförande i tolv år fortsatte hon att engagera sig i föreningen och dess ungdomsarbete.